# Tholos de Delfos
El tholos de Delfos era un tholos o templo circular construido en el año 390 a. C. Era uno de los edificios que formaban parte del santuario de Atenea Pronea, un conjunto situado a unos 1.5 kilómetros al este de las principales ruinas de Delfos, en la unidad griega moderna de la región de Fócida.
El templo tenía una planta circular y estaba rodeado  por veinte columnas dóricas en su parte exterior. Se elevaba del nivel del suelo sobre un crepidoma de tres escalones. En su interior había una cella o cámara circular a la que se accedía a través de una abertura triple tipo anta. Se conserva solo una parte del entablamento, cuyas metopas muestran escenas de lucha entre amazonas y centauros.
Se desconoce el uso que tenían este tipo de templos circulares. Actualmente se mantienen en pie tres columnas exteriores y parte del arquitrabe. El tholos forma parte del conjunto del sitio arqueológico de Delfos, catalogado desde 1987 como Patrimonio de la Humanidad en Grecia por la Unesco.

## El santuario de Atenea Pronea

Plano del santuario de Atenea Pronea:
Periodo arcaico
Periodo clásico
1. Templo de Atenea Pronea
2. Nuevo templo (de Atenea Pronea?)
3. Tholos
4. Tesoro de Masalia
5. Tesoro Dórico
6. Témenos de los héroes
7. Altar de Atenea Pronea
8. Altar de Higía e Ilitía
9. Altar arcaico no identificado
10. Edificio no identificado (para sacerdotes?)
11. Base para la estatua del emperador Adriano?
12. Entrada este
13. Entrada sur

El santuario de Atenea Pronea estaba emplazado en la falda sur del monte Parnaso, al sudeste del santuario de Apolo, cerca del oráculo. El templo era visible desde el este antes de llegar al templo de Apolo; de ahí el nombre de Atenea Pronea, que significa «Atenea frente al templo». El santuario adquirió gran importancia debido a una práctica por la cual quienes acudían para hacer una petición al oráculo primero debían ofrecer un sacrificio en el templo de Atenea Pronea, que era el lugar donde se alojaba la Pitia.
Una terraza de 150x40 metros, denominada Marmaria debido al uso del mármol como material de construcción, conducía a los distintos altares, templos, tesoros y el tholos del santuario. El edificio de mayores dimensiones del santuario era el templo arcaico de Atenea, que contenía a su vez distintos altares, el más antiguo de los cuales databa del siglo VII a. C. Había dos tesoros en el complejo. Los orígenes del primero son desconocidos, mientras que el otro pertenece al siglo VI a. C. Estaba dedicado a los habitantes de Masalia como agradecimiento por la victoria contra los etruscos. Frente a los tesoros había un trofeo sobre una base rectangular que conmemoraba una conquista griega contra los persas.
En 373 a. C., un gran terremoto causó la caída de varias rocas de los picos Fedríades, destruyendo los templos. Delfos se vio forzada a buscar contribuciones, que eran grabadas en losas de piedra y erigidas en el santuario. La reconstrucción comenzó en 370 a. C. pero se interrumpió tras una serie de Guerras Sagradas. Los habitantes de Fócida donaron una gran suma de dinero por razones políticas, lo cual permitió continuar con la construcción.

## El tholos

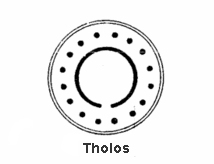
Planta de un tholos.

El tholos de Delfos se construyó en el siglo IV a. C., entre los años 400 y 375 a. C. En el libro VII del tratado De architectura de Vitruvio se atribuye su autoría al arquitecto Teodoro de Focea, de quien se dice que escribió un libro dedicado a la estructura del templo. Su intención fue la de realizar un edificio que combinara las formas del siglo anterior con un nuevo tipo de planta circular. Vitruvio definió el edificio como un «templo con cúpula en Delfos». No debe confundirse el nombre de Teodoro de Focea con el de Teodoro de Samos, a quien Vitruvio nombra por separado.
La función del tholos no está clara, puesto que hay diversas teorías sobre su posible uso. Una posibilidad es que se tratase de un templo para el culto ctónico dedicado a un dios o héroe local, similar al tholos de Epidauro. Otra hipótesis es que fuese un tesoro circular donde se custodiaban las estatuas, semejante al Filipeo de Olimpia. La planta circular del tholos de Delfos no es inusual en la arquitectura griega, y en este caso su forma, unida a los capiteles corintios adornados con hojas del interior de la cella, se consideran representativos de los bosques sagrados de la religión de la Diosa Tierra. En 1979, Vincent Scully afirmó que «el ónfalo u ombligo, que supuestamente indicaba el centro del mundo, se custodiaba en el propio templo del santuario de Apolo (en el centro del cercano Delfos), pero el tholos del santuario de Atenea parece evocar con mayor claridad que cualquier otro edificio del lugar el ombligo de la tierra.»
El edificio fue parcialmente reconstruido en 1938. Se restauraron tres columnas junto a algunos tramos parciales de la cornisa, parte del canalón, y las metopas y triglifos.

## Arquitectura

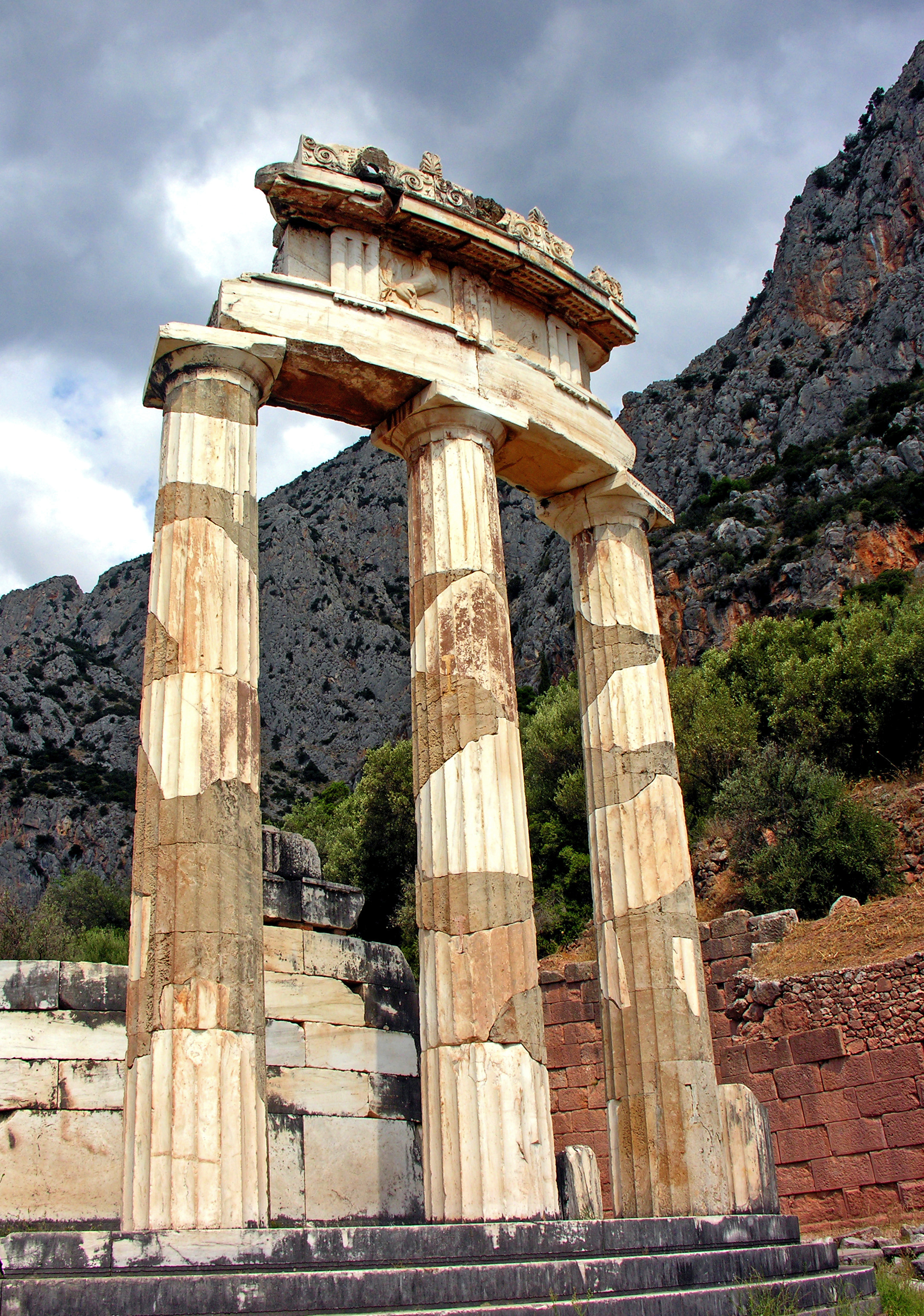
Las tres columnas dóricas reconstruidas del tholos.

El tholos estaba constituido por una estructura circular monóptera de 13.50 metros de diámetro, rodeada en su parte exterior por veinte columnas dóricas de 5.93 metros de altura, dispuestas en círculo formando un pteron. El edificio se asentaba sobre un crepidoma que elevaba el templo 90 centímetros sobre el nivel del suelo. Sobre la columnata perimetral del templo apoyaba un friso con metopas y triglifos, de los cuales únicamente se conservan algunos fragmentos. La altura total del edificio era de unos 13.50 metros.
En el interior del templo había una cella o cámara, constituida por un muro circular central de 8.50 metros de diámetro. La cara exterior del muro también estaba coronada por un friso similar al de la columnata, pero de menor tamaño. En el interior de la cella había un banco circular de piedra, sobre el cual se levantaban diez columnas de estilo corintio, todas ellas apoyadas contra la superficie cóncava del muro. Ocupaban un lugar alterno a las columnas dóricas del exterior, coincidiendo exactamente con el espacio que existe entre las columnas exteriores. La entrada a la cella se producía a través de una abertura triple situada al sur, formada por dos postes o pilares en los extremos llamados antas entre los cuales se disponían dos semicolumnas jónicas, unido todo ello en la parte superior con un entablamento. Esta entrada estaría cerrada con una verja de bronce o hierro frente a unas puertas que supuestamente serían de madera.
Las columnas exteriores estaban situadas considerablemente más próximas entre sí que en los edificios rectangulares contemporáneos. Esta disposición del pteron se realizó con una finalidad exclusivamente estética, con la intención de captar la atención del espectador sobre la curva de la estructura. Por otra parte, la elevación de la columnata sobre un podio aumentaba el aspecto estilizado del edificio, que de otra forma se habría percibido como achatado debido al número y la proximidad de las columnas.
El templo combinaba diversos estilos arquitectónicos en un mismo edificio. El uso de diferentes materiales se empleó como recurso compositivo, dando lugar a un efecto de policromía natural. La estructura principal del tholos se construyó con mármol pentélico y los muros exteriores se asentaban sobre un estrato de piedra eleusina negra o azul. Las losas finas de mármol eleusino se llamaban titanolithos. El suelo de la cella estaba pavimentado con la misma piedra caliza oscura, excepto un círculo central de mármol blanco, al igual que el banco interior de la cella, que también era de caliza negra. La cubierta de artesonado que sujetaba el tejado se construyó asimismo en mármol.
Los bloques del tholos estaban unidos entre sí mediante juntas que coincidían con la parte central de los triglifos y metopas. Los sillares fueron punteados excepto en las bandas laterales, que se pulimentaron. Este método, realizado también en los Propileos de Atenas, enfatiza las juntas mucho más que en otros ejemplos de arquitectura de mármol de Atenas.

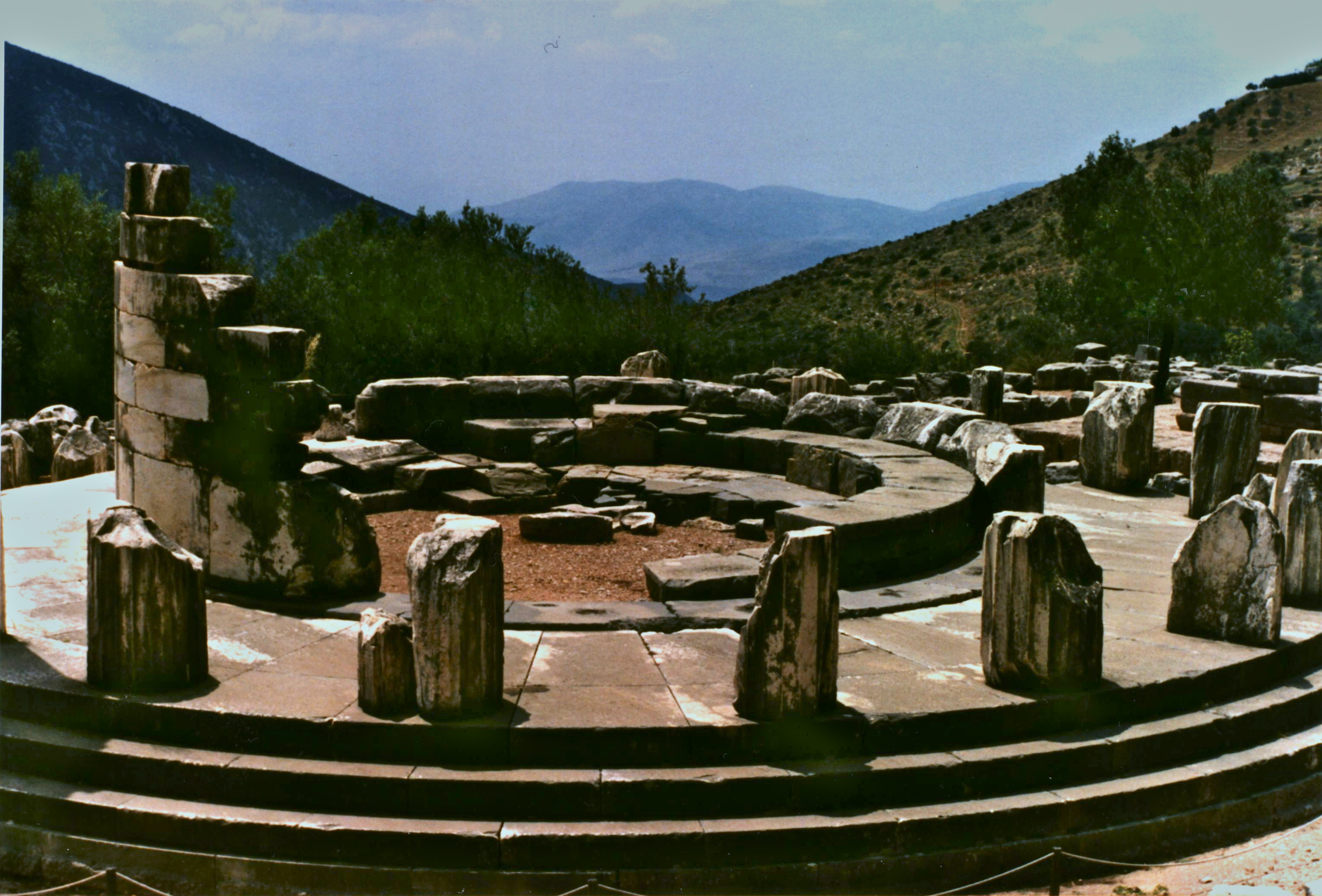
Detalle de los restos de la cella y del pavimento.

La cubierta del tholos probablemente estaba formada por dos tejados distintos, aunque recientes publicaciones de la Escuela Francesa y la Compañía Nacional de Energía de Francia sugieren lo contrario. En el caso de tratarse de una doble cubierta, desde la cella sobresaldría un primer techo cónico, mientras que otro tejado descendería sobre el pteron desde un nivel inferior del muro. Se desconoce la forma de las vigas de madera que sostenían el techo de la cella. J. P. Michaud sugiere que estaría sujeto mediante cerchas, cada una de las cuales tendría un elemento horizontal formado por dos vigas largas y relativamente delgadas situadas una al lado de la otra. De ellas, solo una se insertaría en las pequeñas cavidades de cada extremo de la cella. Los pequeños travesaños de cada extremo de la cella se explicarían por el hecho de que gran parte del peso del tejado real estaría soportado por los muros. También es posible que existieran unas grandes vigas individuales que tendrían una carga relativa. Estas podrían haberse duplicado mediante otros travesaños individuales dispuestos debajo de otras vigas de menor tamaño.
Encima de la estructura se habría colocado una cubierta de tejas, aunque los arqueólogos no han documentado el hallazgo de ningún tejado de este tipo, lo cual indicaría la posibilidad de que el techo hubiese colapsado en la antigüedad y los restos se hubiesen retirado. También existe la hipótesis de que la cella pudo haberse iluminado mediante ventanas situadas en la zona superior del muro, aunque no se ha encontrado ninguna prueba estructural de ello.

## Decoración escultórica

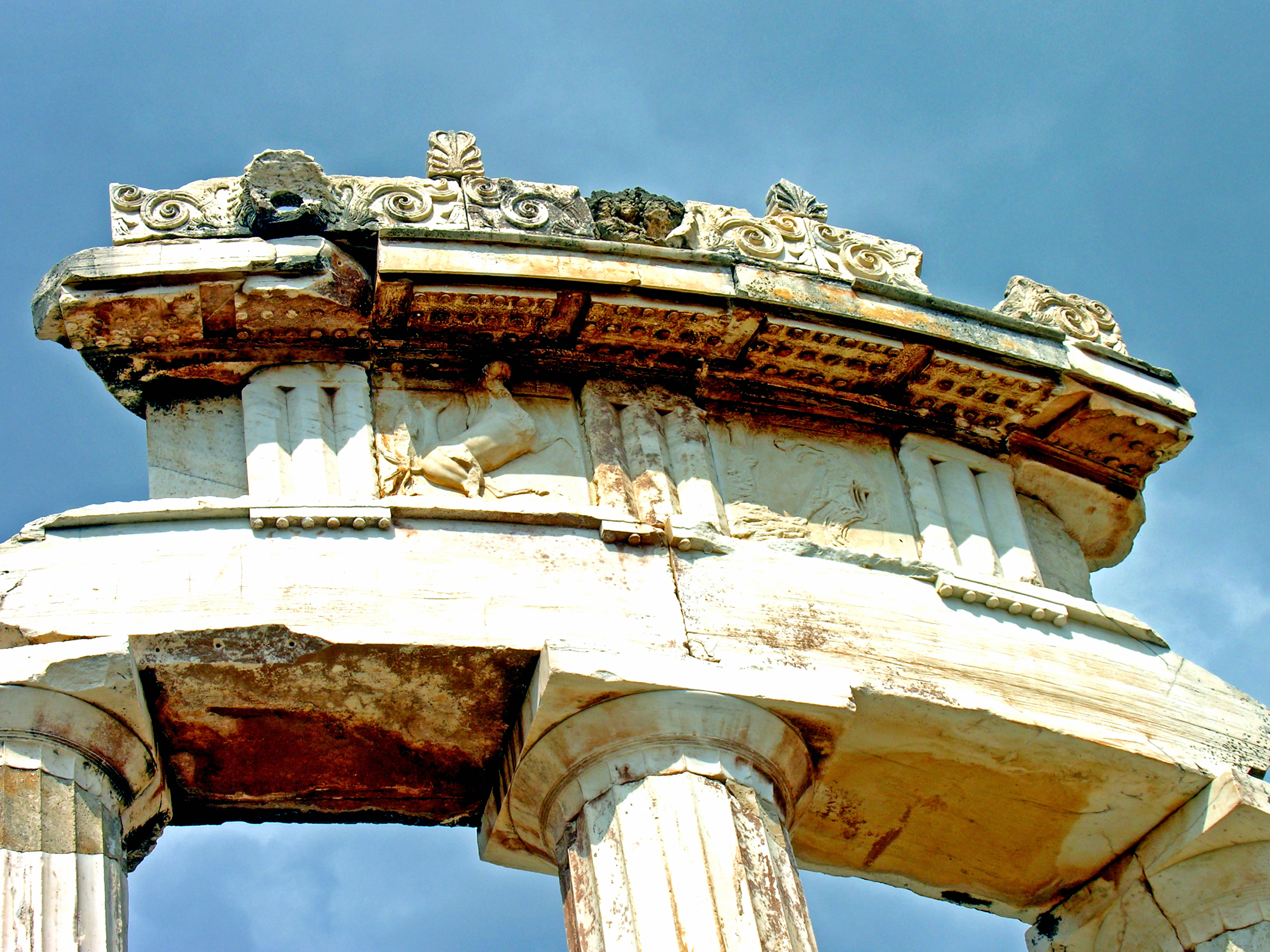
Detalle de las metopas y triglifos de la parte del entablamento que todavía permanece en pie.

La decoración escultórica del friso, datada entre los años 380 y 370 a. C., fue realizada con gran calidad artística por artesanos actualmente desconocidos. Las esculturas de las metopas eran altorrelieves, lo cual permitió que se pudieran desprender fácilmente de las placas y estas fueran reutilizadas, tras haber sido pulimentadas de nuevo, como material de construcción y como lápidas para tumbas en los primeros años del Cristianismo.
Después del gran esfuerzo por parte de los especialistas de reunir los fragmentos alrededor del monumento, en la actualidad podemos tener al menos una imagen incompleta de su forma original y de los elementos estilísticos y decorativos de sus representaciones en relieve. Las metopas grandes de la parte exterior muestran escenas de una batalla entre amazonas y centauros, habituales en la mitología griega y muy apreciadas en escultura. En el interior, las figuras del friso han perdurado desafortunadamente a pequeña escala y muy fragmentadas. Supuestamente representaban los trabajos de Hércules o bien de Teseo. Únicamente se ha conservado un trozo del entablamento con cuatro metopas, cuyas estatuas representan el rapto de una joven por un centauro, un caballo sentado y un guerrero montado a caballo. Actualmente se conservan en el Museo Arqueológico de Delfos.
El peristilo y los muros se decoraron con molduras en relieve, así como el canalón del entablamento dórico exterior, que estaba adornado con gárgolas con forma de cabezas de león. El supuesto tejado cónico estaba también decorado con acroteras que representaban a ocho estatuas femeninas danzando. Su reconstrucción no resulta clara, en especial tras el reciente descubrimiento de dos filas de surtidores de agua.
A pesar de su estado actual fragmentado, los relieves arquitectónicos de Delfos revelan una gran destreza por parte de sus creadores, en lo que respecta tanto al tratamiento de los materiales (en especial el mármol) como en los detalles de gran dinamismo y excelente precisión anatómica. Los elementos de la tradición iconográfica del siglo IV a. C. combinados de forma novedosa introducen un movimiento artístico innovador, iniciando una competición creativa entre el arte del relieve y el arte plástico esculpido. En particular, para conseguir la composición de elementos opuestos anteriormente descrita se emplea el altorrelieve que puede ser separado de la placa del panel, la libertad de movimientos de las esculturas obtenida a través de sus detalles, y la intensidad dramática reflejada en las figuras para mostrar la pasión y la furia del conflicto entre enemigos en una escena de batalla representada de forma realista.